# Népbíróságok Magyarországon
A magyar népbíróságokat 1945-ben hozták létre, azzal a céllal, hogy felelősségre vonják a második világháború idején a háborús és népellenes bűnök elkövetőit. 1950-ig működtek, azonban a már látókörükbe került delikvensek figyelése, zaklatása és további elkövetők felkutatása ezután is folytatódott, egészen az 1970-es évekig.
Ilyen bíróságok több európai országban működtek ebben az időszakban, amelyeket korábban a német hadsereg és szövetségesei megszálltak (de népbíróság Volksgerichthof néven a Harmadik Birodalomban is működött). A magyar népbíróságok, bár kezdetben eredeti céljukat követték, más, szovjetek megszállta országok népbíróságaihoz hasonlóan, idővel a kommunista párt eszközeivé váltak a politikai ellenfeleikkel szembeni leszámolásban.
A népbírósági ítélettel kivégzettek között volt magyar zsidók halálba küldésében főszerepet játszó Sztójay Döme, Szálasi Ferenc, Imrédy Béla, Bárdossy László, Endre László, Baky László és Ferenczy László, de később például a kommunista Rajk László is. A főbűnösök perei mellett tömegesek voltak a nyilas párttagok, a szomszédjukat (abban az időszakban) feljelentők, a zsidóktól elvett vagyontárgyakban részesedők elleni perek. Számos nagy politikai jelentőséggel bíró koncepciós pert is a népbíróságok bonyolítottak.

## Felállításuk
A dálnoki Miklós Béla vezette, Debrecenben felállított Ideiglenes Nemzeti Kormány már 1944. december 22-én nyilatkozatban vállalta, hogy bíróság elé állítja a háborús és népellenes bűnösöket, illetve ha bűneiket más országban követték el, akkor kiadja őket. A nyilatkozatot a Szovjetunióval 1945. január 20-án aláírt fegyverszüneti egyezményben megerősítették. A kormány január 25-én már meg is tárgyalta az erről szóló rendelettervezetet. A cél a kész rendelet bevezető része szerint az volt, hogy „akik a magyar népet ért történelmi katasztrófa okozói, illetve részesei voltak, mielőbb elnyerjék büntetésüket”.
A kész rendeletet 81/1945. M. E. számon február 5-én hirdették ki. Ekkor azonban a népbíróságok ténylegesen már működtek. A Budapesti Nemzeti Bizottság már január végén döntött a Budapesti Népbíróság felállításáról. A Néptörvényszéknek nevezett testület elnökévé 1945. január 30-ával Major Ákost nevezték ki, a következő nap pedig Szabó Ferenc lett a népbíróság ügyésze. Február 3-án, tehát a rendelet kihirdetése előtt a Major Ákos vezette tanács már ítéletet is hirdetett. (Rotyis Péter tartalékos főtörzsőrmester és Szívós Sándor tartalékos szakaszvezető ügyében, akiket 124 rendbeli gyilkossággal vádoltak a 401. számú különleges munkásszázad tagjainak sérelmére. Már másnap mindkettejüket nyilvánosan felakasztották, az Oktogonon).
Január és május közt a budapestin kívül 24 népbíróságot állítottak fel (időben az első a Szegedi Nemzeti Bizottság január 9-i rendeletére felállított szegedi volt).
A népbíróságok bírói tanácsaiba a Magyar Nemzeti Függetlenségi Frontba tömörült öt politikai párt delegálhatta a népbírókat. Nem kellett rendelkezniük jogi végzettséggel, az igazságügy-miniszter-delegálta tanácsvezető bírók azonban szakemberek voltak (ők csak szavazategyenlőség esetén szavazhattak). A tanács hét, később öt tagú volt. 1947-ig az Országos Szakszervezeti Tanács (SZOT) is delegálhatott tagot (az 1947:34. tc. a Polgári Demokrata Párttól és a SZOT-tól megvonta a bíróküldés jogát).
A fellebbezési fórum a Népbíróságok Országos Tanácsa volt, amelynek elnöke szintén Major Ákos volt. Ebbe már csak jogi végzettségű bírót küldhettek a pártok.

## Jogszabályi háttér
A népbíróságok intézményét az eredeti elképzelés szerint addig kívánták fenntartani, amíg meg nem születik az esküdtbíráskodást szabályozó törvényi háttér. A felállításukról szóló rendeletet az 1440/1945. M. E. rendelettel áprilisban módosították, majd 1945. szeptember 16-i hatállyal törvényerőre emelték az 1945. évi VII. törvényben.
Az eredeti célokat Soós Mihály történész szerint 1946 márciusáig követték. A kommunisták leszámoló eszközévé a demokratikus államrend és a köztársaság büntetőjogi védelméről szóló 1946. évi VII. tc. értelmében az ítélőtáblák székhelyén felállított külön tanácsok tették – írta Soós Mihály.
A „háborús és népellenes bűnök” elkövetőinek felkutatását ugyanakkor a kezdettől a kommunisták ellenőrzése alatt álló rendészeti szervek végezték (de Major egy írása szerint vádemelési indítványaik alig felében emeltek ténylegesen vádat a népügyészségek.)
A népbíróságok hatásköre az eredeti rendelet szerint kiterjedt polgári egyénekre, fegyveres testületek tagjaira, miniszterekre és állampolgárságtól függetlenül a Magyarországon elfogottakra és a magyar államnak kiadott személyekre. Népbíróság elé állítható volt az is, aki háborús és népellenes bűncselekménnyel összefüggésben követett el bűncselekményt, például gyújtogatást, közegészség elleni bűncselekményt, vagyonrongálást. A rendelet lehetővé tette, hogy halálra ítéljék azokat, akik a bűncselekmény elkövetésekor már betöltötték a 16. életévüket (a nyilasterrorban sok fiatal vett részt).
Az áprilisi rendeletmódosítás mellékbüntetésként behozta a vagyonelkobzást is, amely teljes is lehetett, és kiterjesztette a népbíróságok hatáskörét azon cselekményekre, amelyek a háború utáni békekötést, a népek közötti együttműködést nehezítették.
Főleg a demokrácia és a köztársaság védelméről hozott 1946:VII. törvénycikk adott lehetőséget arra, hogy a népbíróságok koncepciós pereket is tárgyalhassanak. A népbíróságok hoztak ítéletet az összeesküvési perekben, mint a Magyar Közösség, a Földművelésügyi Minisztériumban „leleplezett” mozgalom és a MAORT ügyei.

## Problémák
A népbíróságok ítéletei erkölcsi jóvátételt jelentettek az üldözötteknek és túlélő családtagjaiknak, de a bíróságok tevékenységét kezdettől problémák kísérték.
Alapelveik, tevékenységük jogi és eljárási háttere megkérdőjelezhetők voltak, az eljárások jogállaminak semmiképpen sem nevezhetők.
Sokszor olyan bírók hoztak ítéletet, akiknek nem volt megfelelő a végzettségük ehhez. Az ítélkezés hisztérikus légkörben folyt. Szálasi Ferenc egykori nemzetvezetőt még azelőtt kivégezték, hogy kegyelmi kérvényét megtárgyalták volna.
A Volksbund tagjai, a Waffen-SS-be besorozott németek automatikusan potenciális háborús bűnösnek számítottak, ugyanígy a Szálasi-rezsim hivatalnokainak jelentős része is. Előfordult, hogy megvertek és hamis vallomásra kényszerítettek vádlottakat, a Horthy-rendszert egészében elítélni igyekvő kommunista sajtó és politikusok pedig ezen törekvésüket támogatandó, nemegyszer nyomást gyakoroltak a bíróságokra. Levéltári irat őrzi például a párthatározatot arról, mit hirdessen ki másodfokú ítéletében a Népbíróságok Országos Tanácsa a Mindszenty József bíboros elleni eljárásban 1948-ban.

## Statisztikák
Az ügyek jelentős része 1946-ra, túlnyomó része 1948-ra már lezárult.
1945 és 1949 között Soós Mihály kutatásai szerint 59 429 fő került a népbíróságok elé és 55 322 fő ügye le is zárult. A népbíróságok 26 997 főt elítéltek, 14 727 főt felmentettek, 12 644 fő ügye pedig más módon zárult.
A legfontosabb ügyekben eljáró Budapesti Népbíróság statisztikái szerint 1945-1946-ban 202 főt, 1947-ben 33-at ítéltek halálra. 1945 és 1947 közt 127 főt végeztek ki, 1948-ban 33-at. Szakács Sándor és Zinner Tibor adatai szerint a népbíróságok 477 halálos ítéletet hoztak és ténylegesen összesen 189 embert végeztek ki, ítéletük alapján.
1950. február 1-jén 13 128 fő volt letartóztató-intézetekben, közülük 2561-et ítéltek el háborús, illetve népellenes bűncselekményekért.

## A tevékenység lezárása
A 25 népbíróságból 15 1948 januárjára már befejezte működését. A Budapesti Népbíróság 1949. október 31-éig, az utolsó népbíróság Szegeden, 1950. április 1-jéig ítélkezett.

## Iratanyaguk
A népbírósági peranyagok legnagyobb része az 1950-es években a bírósági irattáraktól az állambiztonsági szervekhez került, amelyek saját szempontjaik alapján rendezték át azt, megbontva a pertest egységét. (Még korábban, a folyamatosan megszűnő vidéki népbíróságok anyagai a budapesti népbíróság irattárába kerültek). Az 1970-1990-es években az anyag több fázisban levéltárakba került, de csonkán. Az iratok egy részét a Belügyminisztérium akkor visszatartotta és a hiányosságok a levéltárba került anyagokból gyakran nem is derülnek ki, ezért a kutatóknak célszerű a Történeti Hivatalnál is körülnézni, ahová a Belügyminisztérium iratanyaga került át.
A Budapesti Népügyészség 1945 és 1946-os anyaga majdnem teljesen elpusztult. A későbbi évek anyagaiban olyan selejtezéseket végeztek, hogy néha csak az ügyiratborító maradt meg.

## Külső hivatkozások
- Soós Mihály: A háborús és népellenes bűntettek perei feltárásának forrásai a Történeti Levéltárban (Állambiztonsági Szolgálatok Történeti Levéltára, archiválva: 2012. február 8.)
- Felelősségre vonás, megtorlás ( Holokausztmagyarorszagon.hu)
- Háborús és népellenes bűnösök népbírósági perei (1945–1950) (geocities.com, archiválva: 2007. július 2.)
- A népbírósági rendeletek és törvény szövege
- Zuglói nyilasper
- K. P. Gorsenyin: A szovjet népbíróság; ford. Tardy Lajos; Jogi Kiadó, Budapest, 1951 (Jogi kiskönyvtár. Népszerű sorozat)
- Bernáth Zoltán: Justitia tudathasadása. Népbíróság a nép nélkül, a nép ellen; Püski, Budapest, 1993
- Pártatlan igazságszolgáltatás vagy megtorlás – Népbíróság-történeti tanulmányok; szerkesztő: Gyenesei József, Bács-Kiskun Megyei Önkormányzat Levéltára, Kecskemét, 2011
- Barna Ildikó–Pető Andrea: A politikai igazságszolgáltatás a II. világháború utáni Budapesten; Gondolat, Budapest, 2012
- Polgár Péter Antal: Perbe fogott múlt. Tanulmányok háborús és népellenes bűnösök pereiről; Német Kisebbségi Önkormányzat, Mór, 2008
- Vincze Gábor: Csendőrsorsok 1945 után. Az állambiztonsági és népbírósági iratok tükrében; Ópusztaszeri Nemzeti Történeti Emlékpark, Ópusztaszer, 2019
- Hóman Bálint és népbírósági pere, szerkesztő: Ujváry Gábor; Ráció–Városi Levéltár és Kutatóintézet, Budapest–Székesfehérvár, 2019
- Zinner Tibor: A magyar nép nevében? Tanulmányok a népbíróságokról, jogászokról, diktatúráról; Nemzeti Emlékezet Bizottsága, Budapest, 2021, (NEB könyvtár)
- Veszprémy László Bernát: Kápók a múlt fogságában. Náci koncentrációs táborok magyar zsidó funkcionáriusai a népbíróság előtt; NEB, Budapest, 2023 (Magyar zsidóság a diktatúrában)